# Ґірк (герб)
Ґірк (пол. Girk) – шляхетський герб, різновид герба Наленч.

## Опис герба
Щит розсічено. У першому червоному полі срібна пов'язка в коло вузлом до низу. У другому золотому на чорному тригорбі журавель в натуральних кольорах, що тримає у піднятій лівій лапі срібний камінь, між двома золотими зірками.
Клейнод: журавель в натуральних кольорах з піднятими крилами, між двома чорними рогами лося.
Намет – праворуч червоний, підбитий сріблом, ліворуч - чорний, підбитий золотом.

## Найбільш ранні згадки
Присвоєно 15 червня 1593 Генрікові та Янові Ґіркам. Герб виник з усиновлення від Наленча.

## Роди
Ґірки (Girk), Ґіркіори (Girkior).